# Cuzcodinella oryx
Cuzcodinella oryx är en kräftdjursart som beskrevs av Juarrero och de Armas 1999. Cuzcodinella oryx ingår i släktet Cuzcodinella och familjen Delatorreidae. Inga underarter finns listade i Catalogue of Life.